# 美少女戦士セーラームーンCrystalのディスコグラフィ
『美少女戦士セーラームーンCrystalのディスコグラフィ』（びしょうじょせんしセーラームーンクリスタルのディスコグラフィ）では、武内直子による『美少女戦士セーラームーン』を基にした新作アニメ『美少女戦士セーラームーンCrystal』シリーズのディスコグラフィについて述べる。

## ボーカルアルバム

### 美少女戦士セーラームーンCrystal キャラクター音楽集 Crystal Collection
『美少女戦士セーラームーンCrystal キャラクター音楽集 Crystal Collection』（びしょうじょせんしセーラームーンクリスタル キャラクターおんがくしゅう クリスタルコレクション）は、『美少女戦士セーラームーンCrystal』のキャラクターソング集（ボーカルアルバム）。2015年4月29日にキングレコードから発売された。
約20年ぶりに発売となるボーカルアルバムで、全10曲収録。原作者である武内直子（ペンネーム：白薔薇sumire）や小坂明子など豪華制作陣が参加している。全ての収録曲を15秒ミュージックビデオスポットも制作してくれる。
ジャケットイラストにはアーティストデビューを果たし、ドレスアップしたセーラー戦士の5人である。初回プレス分のみスリーブ仕様。
収録曲目
1. 降っても 晴れても -come rain or come shine- [5:03]
  - 歌 - 月野うさぎ（CV：三石琴乃）
  - 作詞 - 白薔薇sumire、作曲・編曲 - 永井ルイ
2. a touch of rain [4:45]
  - 歌 - 水野亜美（CV：金元寿子）
  - 作詞 - 藤林聖子、作曲・編曲 - Jimanica
3. 火の海 [4:04]
  - 歌 - 火野レイ（CV：佐藤利奈）
  - 作詞 - 薔薇園 アヴ、作曲・編曲 - 女王蜂
4. cherry pie [5:00]
  - 歌 - 木野まこと（CV：小清水亜美）
  - 作詞 - meg rock、作曲・編曲 - 齋藤真也
5. ♡ハートが飛んじゃう空だから [4:08]
  - 歌 - 愛野美奈子（CV：伊藤静）
  - 作詞 - 畑亜貴、作曲・編曲 - 井上ヨシマサ
6. 君の瞳のMoonrise [4:30]
  - 歌 - 地場衛（CV：野島健児）
  - 作詞 - こだまさおり、作曲・編曲 - 大森俊之
7. I’M GOING DOWN [4:07]
  - 歌 - ジェダイト（CV：岸尾だいすけ）、ネフライト（CV：鳥海浩輔）、ゾイサイト（CV：松風雅也）、クンツァイト（CV：竹本英史)
  - 作詞 - 岩里祐穂、作曲・編曲 - TeddyLoid
8. 真夜中secret talk [4:18]
  - 歌 - 水野亜美（CV：金元寿子）、木野まこと（CV：小清水亜美）
  - 作詞 - 渡邊亜希子、作曲・編曲 - 大久保薫
9. Star on Stars [4:19]
  - 歌 - 火野レイ（CV：佐藤利奈）、愛野美奈子（CV：伊藤静）
  - 作詞・作曲・編曲 - 小坂明子
10. 革命はナイト&デイ [3:57]
  - 歌 - セーラームーン（CV：三石琴乃）、セーラーマーキュリー（CV：金元寿子）、セーラーマーズ（CV：佐藤利奈）、セーラージュピター（CV：小清水亜美）、セーラーヴィーナス（CV：伊藤静）
  - 作詞・作曲 - ティカ・α、編曲 - やくしまるえつこ、山口元輝

## サウンドトラック

### 美少女戦士セーラームーンCrystal オリジナル・サウンドトラック
『美少女戦士セーラームーンCrystal オリジナル・サウンドトラック』（びしょうじょせんしセーラームーンクリスタル オリジナル・サウンドトラック）は、『美少女戦士セーラームーンCrystal』のアニメサウンドトラック。2014年12月24日にキングレコードから発売された。CD2枚組で、高梨康治が『美少女戦士セーラームーンCrystal』1期と2期の劇伴作曲を担当し、オープニングテーマ「MOON PRIDE」とエンディングテーマ「月虹」のTVサイズも収録。
ジャケットイラストにはプリンス・エンディミオンとプリンセス・セレニティで描かれている。
| Disc 1 1. 月の伝説 [3:29] 2. ムーン・プリズム・パワー・メイクアップ! [1:24] 3. スター・パワー・メイクアップ! [1:07] 4. 月にかわっておしおきよ! [1:48] 5. MOON PRIDE (TVサイズ) [1:32] 6. タキシード仮面 [2:00] 7. 衛のテーマ [1:57] 8. 闇にひそむ影 [1:41] 9. 怪異の始まり [1:47] 10. セーラームーンのテーマ [1:29] 11. セーラーマーキュリーのテーマ [1:33] 12. セーラーマーズのテーマ [2:11] 13. セーラージュピターのテーマ [1:33] 14. セーラーヴィーナスのテーマ [1:32] 15. 明るい陽射しの中で [1:41] 16. 目ざめはまだ訪れず [1:43] 17. おっちょこちょいだけどいいじゃない [1:26] 18. 毎日がワンダーランド [1:23] 19. 闇の仮面 [1:32] 20. 葛藤する心 [1:55] 21. 悲しみの深き淵 [2:01] 22. 愛はふたたび [2:16] 23. 衝撃 [0:34] 24. 闇の襲撃 [1:53] 25. ムーン・ヒーリング・エスカレーション! [1:09] 26. 愛と正義のセーラー戦士 [1:36] 27. 愛するものとの絆 [1:52] 28. かけがえのない友情 [1:44] 29. ひとときの平安 [1:38] 30. セーラーVゲーム [2:01] |  | Disc 2 1. うさぎのテーマ [1:42] 2. 亜美のテーマ [1:38] 3. レイのテーマ [1:54] 4. まことのテーマ [1:29] 5. 美奈子のテーマ [1:25] 6. ちびうさのテーマ [2:13] 7. まぶしい世界 [1:33] 8. 夢見心地のワルツ [1:38] 9. 闇はとこしえより [2:25] 10. 不安と焦燥 [1:55] 11. 悲壮な戦い [1:50] 12. ブラック・レディ [1:58] 13. 静かなる哀しみ [2:22] 14. 解き放たれた怒り [2:29] 15. 時の扉 [1:39] 16. セーラーちびムーンのテーマ [1:47] 17. 破局の前兆 [1:50] 18. 月に祈りを [2:08] 19. 決意を胸に [1:52] 20. 最後の戦い [3:15] 21. 愛のテーマ [2:28] 22. さわやかな風のように [2:11] 23. 明日に続く物語 [1:40] 24. 月虹 (TVサイズ) [1:29] |

### 美少女戦士セーラームーンCrystal オリジナル・サウンドトラックⅡ
『美少女戦士セーラームーンCrystal オリジナル・サウンドトラックⅡ』（びしょうじょせんしセーラームーンクリスタル オリジナル・サウンドトラックツー）は、『美少女戦士セーラームーンCrystal』のアニメサウンドトラック。2016年7月27日にキングレコードから発売された。CD2枚組で、高梨康治が『美少女戦士セーラームーンCrystal』第3期「デス・バスターズ編」の劇伴作曲を担当し、オープニングテーマ「ニュームーンに恋して」の3つバージョンとエンディングテーマ「eternal eternity」・「乙女のススメ」・「永遠だけが二人を架ける」のTVサイズも収録。
ジャケットイラストには武器を持つ外部太陽系3戦士とセーラーサターンで描かれている。
| Disc 1 1. スーパーセーラームーンのテーマ [2:30] 2. ニュームーンに恋して (TVサイズ) [1:32] 3. 海のセレナーデ [2:19] 4. ミステリアスな出逢い [1:45] 5. はるかとみちる [2:18] 6. 師・ファラオ90 [1:14] 7. カオリナイト [1:46] 8. 不安な夢 [0:25] 9. ほたる [2:00] 10. 謎の戦士 [1:33] 11. 心の波紋 [1:38] 12. 男とか女とか、そんなに大切なこと? [1:56] 13. eternal eternity (TVサイズ) [1:31] 14. ウラヌス×ネプチューン・メイクアップ! [1:04] 15. セーラーウラヌス [1:00] 16. セーラーネプチューン [1:35] 17. 魅入られたる魂 [2:25] 18. ダイモーン [1:56] 19. ムーン・コズミックパワー・メイクアップ! [1:51] 20. プラネット・パワー・メイクアップ! [1:35] 21. セーラー戦士参上 [0:50] 22. 華麗なる反撃 [1:37] 23. ムーン・スパイラル・ハート・アタック! [0:29] 24. ちびうさとほたる - Flute version - [0:38] 25. ちびうさとほたる [1:48] 26. ちびうさメイクアップ! [0:40] 27. 乙女のススメ (TVサイズ) [1:35] 28. 羽生美々 [0:21] 29. 魔女の歌 [1:04] |  | Disc 2 1. 外部太陽系3戦士 [1:18] 2. 3戦士の使命 [1:36] 3. ニュームーンに恋して (TVサイズ) [1:36] 4. ミストレス9 [1:55] 5. 魔女は目覚める [2:08] 6. 冷酷な挑戦者 [2:09] 7. 魔女との激闘 [2:02] 8. 沈痛 [1:53] 9. セーラー戦士の絆 [1:40] 10. 聖杯の輝き [1:12] 11. クライシス・メイクアップ! [1:52] 12. レインボー・ムーン・ハートエイク! [0:30] 13. 永遠だけが二人を架ける (TVサイズ) [1:33] 14. 恐怖の影 [0:32] 15. 星を呑む悪魔 [2:08] 16. 破滅をもたらすもの [2:03] 17. ほたるの想い [2:00] 18. 哀しき決意 [2:21] 19. 無限大戦 [2:22] 20. 消えゆく星 [2:15] 21. サイレンス・グレイヴ [3:07] 22. 再生の光 [2:35] 23. ニュームーンに恋して (TVサイズ) [1:34] |